# تحول أزرق
في السياسة الأمريكية، يُعدّ التحول الأزرق، الذي يُطلق عليه أيضًا السراب الأحمر، ظاهرةً ملحوظةً تعبر عن أن احتمال كسب الحزب الجمهوري (الممثل باللون الأحمر) للأصوات الشخصية يفوق احتمال كسبه لإجمالي عدد الأصوات، بينما تميل الأصوات المؤقتة أو الأصوات الغيابية، التي غالبًا ما تُحسَب لاحقًا، إلى أن تكون لصالح الحزب الديمقراطي (الممثل باللون الأزرق) أكثر من مجمل الأصوات. يعني ما سبق أن نتائج يوم الانتخابات قد تشير في البداية إلى تقدم الحزب الجمهوري، لكن احتساب أوراق الاقتراع المؤقتة وأوراق الاقتراع الغيابي قد تظهر في النهاية فوز الديمقراطيين، وعليه قد يشكك بعض المراقبون بشرعية الانتخابات التي تكون نتائجها شرعيةً في الواقع. يحدث التحول الأزرق بسبب ميل كل من الناخبين الشباب، والناخبين ذوي الدخل المنخفض، والناخبين المتنقلين بكثرة إلى التصويت المؤقت، إلى جانب تفضيلهم الديمقراطيين في كثير من الأحيان. يبقى فهم عامة الشعب وخبراء الانتخابات لهذه الظاهرة محدودًا، وقد تسبب ارتباكًا بسبب اعتياد الأمريكيين على معرفة النتائج المتوقعة في يوم الانتخابات وافتراضهم غالبًا أن النتائج المتوقعة المعلنة تمثل النتائج النهائية تمثيلًا دقيقًا.

## الخلفية
يُعدّ إدوارد فولي من جامعة ولاية أوهايو أول من رصد هذه الظاهرة عام 2013، ووجد أن المرشحين الديمقراطيين يحققون تفوقًا ملحوظًا في الأصوات المفروزة خلال فترة «التفحّص»؛ الأصوات التي تُفرز بعد ليلة الانتخابات. لم يُرصد هذا التباين حتى زمن قريب؛ في القرن العشرين، وتحديدًا في الانتخابات الرئاسية للولايات المتحدة عام 1996، حيث كان الجمهوريون والديمقراطيون قادرين على إيقاف تقدم خصومهم خلال فترة التفحّص. توقع فولي أن إقرار قانون «مساعدة أمريكا على التصويت» في عام 2002 قد عجّل من ظهور التباين الواضح للتحول الأزرق، لأنه فرض على الولايات السماح بالاقتراع المؤقت. وجد فولي لاحقًا أن التباين في حجم التحول الأزرق يرتبط ارتباطًا وثيقًا بعدد بطاقات الاقتراع المؤقت والانحياز نحو الديمقراطيين في الولاية المعنية. بدأ نمو هذه الظاهرة بصورة ثابتة عبر الزمن مع الانتخابات الرئاسية للولايات المتحدة عام 2004. على أي حال، ذكر فولي أن علماء السياسة لم «يحددوا السببية» الكامنة خلف هذه الظاهرة تحديدًا تامًا. لم يجد فولي أن الأصوات عبر البريد أو الأصوات الغيابية ترجح كفة أي من الطرفين.
يُذكر أن جدولة النتائج تبدأ في ليلة الانتخابات، ومع امتلاك الولايات القضائية الصغيرة وتلك القابعة في المناطق الريفية عددًا أقل من بطاقات الاقتراع للجدولة، يمكن إكمال تقاريرها بصورة أسرع، وعليه غالبًا ما تميل النتائج المبكرة إلى الاعتدال، إذ تستغرق المقاطعات الأكبر وقتًا أطول في فرز بطاقات الاقتراع، ومن الأمثلة البارزة على ما سبق انتخابات المدعي العام في كاليفورنيا لعام 2010: تقدم الجمهوري ستيف كولي بفارق نقاط عدة عقب جدولة إعلان نتائج معظم بطاقات الاقتراع بحلول منتصف الليل في كل من مقاطعتي لوس أنجلوس وألاميدا اللتان تُعدان من أكبر المقاطعات. أعلن كولي الفوز في الساعة 11 مساءً في نشرات الأخبار المسائية، لكن إعلان نتائج بقية المقاطعات الحضرية بعدها جعل سباق المنافسة محتدمًا بين المرشحين حسبما أظهرت وسائل الإعلام، ليخسر كولي في النهاية أمام الديموقراطية كامالا هاريس بفارق 0.7 نقطة مئوية.
تختلف الولايات في قواعدها الخاصة المتعلقة بفرز بطاقات الاقتراع بالبريد؛ يطلب بعضها استلام هذه البطاقات عبر مكتب الانتخابات بحلول يوم الانتخابات، بينما يسمح البعض الآخر بوصولها لاحقًا لتُحصى فيما بعد، شريطة ختمها ختمًا بريديًا في يوم الانتخابات. تسمح بعض الولايات بفرز بطاقات الاقتراع عند تسليمها، بينما يجبر البعض مكاتب الانتخابات على الانتظار حتى يوم الانتخابات للتحقق من التوقيعات وفتح المظاريف. قد تؤثر هذه العوامل على الاختلاف بين نتائج التصويت المُعلن عنها ليلة الانتخابات ونتائج الأصوات المُحتسبة لاحقًا.

## انتخابات 2018
تُعدّ انتخابات الكونغرس التاسعة والثلاثين لعام 2018 في كاليفورنيا من أهم الأمثلة على ظاهرة التحول الأزرق، ومثّلت سباقًا مثيرًا للجدل للحصول على مقعد مفتوح في مجلس النواب بالولايات المتحدة، شمل أجزاءً من مقاطعات أورانج ولوس أنجلوس وسان برناردينو في جنوب كاليفورنيا. جمعت المواجهة الجمهوري يونغ كيم مع الديموقراطي جيل سيسنيروس. في ليلة الانتخابات، 6 نوفمبر، تقدم كيم بثلاث نقاط مئوية وأكثر من 15000 صوت على سيسنيروس. على أي حال، أظهر فرز الأصوات خلال الأسابيع التالية تفوق سيسنيروس على كيم، الذي فاز في الانتخابات بنهاية المطاف. لُوحظ حدوث تحول أزرق في سباقات انتخابية أخرى في كاليفورنيا أيضًا -تقدم كل من أعضاء مجلس النواب الجمهوريين جيف دينهام وميمي والترز وديفيد فالاداو في ليلة الانتخابات، لكن انتهى بهم الأمر بالخسارة، إذ رجحت بطاقات الاقتراع بالبريد كفة منافسيهم الديمقراطيين.
من الأمثلة البارزة الأخرى على التحول الأزرق: انتخابات مجلس الشيوخ في الولايات المتحدة لعام 2018 في ولاية أريزونا بين الجمهورية مارثا ماكسالي والديمقراطية كيرستن سينيما. تصدرت ماكسالي نتائج فرز الأصوات ليلة الانتخابات، لكن سينيما انتصرت بسبب بطاقات الاقتراع عبر البريد التي احتُسبت في وقت لاحق. اعتقد الديمقراطيون في البداية أنهم خسروا تلك الانتخابات، لكنهم فازوا في النهاية. إضافةً إلى هذه الأمثلة، رُصدت هذه الظاهرة أيضًا في كل من كاليفورنيا، وبنسلفانيا، وأوريغون، وأوهايو، وولايات أخرى.

## انتخابات 2020
أعرب فولي عن قلقه من تحول الانتخابات الرئاسية الأمريكية لعام 2020 إلى «عاصفة حقيقية» بسبب هذه الظاهرة، وصعوبات إجراء الانتخابات في فترة الجائحة، إذ قد يحسم التحول الأزرق نتائج الانتخابات. بدا القلق واضحًا بسبب عدم إقرار ترامب بأنه سيقبل نتائج الانتخابات أو سيرفضها. نظرًا إلى انتقادات ترامب المتكررة لعملية الاقتراع عبر البريد، حذر خبراء غير حزبيين من تخطيطه المحتمل لتحقيق تقدم في نتائج الأصوات المدلى بها في يوم الانتخابات، وادعاء الفوز بالانتخابات، ليصرح بعدها: «توقفوا عن عدّ الأصوات لأن جميع بطاقات الاقتراع الغيابية غير شرعية»، أي رفضه السماح بحدوث التحول الأزرق.
إضافةً إلى ذلك، وضع المدير الجديد للخدمات البريدية في الولايات المتحدة، لويس ديجوي، سياسات لخفض التكاليف، ما أدى إلى إبطاء عملية تسليم بطاقات الاقتراع البريدية. من الجدير بالذكر أيضًا أن لويس ديجوي يُعدّ أحد كبار المانحين وجامعي التبرعات لصالح دونالد ترامب. أعلن ترامب صراحةً معارضته تمويل الخدمات البريدية بهدف منع الاقتراع عبر البريد، الذي يهدد فرصه في إعادة انتخابه حسب رأيه. عُرفت هذه التغييرات باسم أزمة الخدمات البريدية الأمريكية لعام 2020. وجّه البعض أصابع الاتهام نحو ترامب متهمين إياه «بعرقلة الخدمات البريدية عمدًا في محاولة لتخريب الانتخابات». أعرب الرئيس السابق باراك أوباما عن المخاوف ذاتها، ووصف تهديدات ترامب بأنها «أمر غير مألوف». طالب خبراء الانتخابات بإرسال بطاقات الاقتراع البريدية بالبريد قبل أسابيع من يوم الانتخابات، بينما اقترح جميل بوي من صحيفة نيويورك تايمز حلًا بديلًا، دعا فيه الديمقراطيين إلى التصويت شخصيًا إن أمكنهم فعل ذلك.